# Брансвик (Мисури)
Брансвик (енгл. Brunswick) град је у америчкој савезној држави Мисури.

## Демографија
По попису из 2010. године број становника је 858, што је 67 (-7,2%) становника мање него 2000. године.
| Група             | 2000.       | 2010.       |
| Белци             | 795 (85,9%) | 761 (88,7%) |
| Афроамериканци    | 123 (13,3%) | 78 (9,1%)   |
| Азијати           | 0 (0,0%)    | 0 (0,0%)    |
| Хиспаноамериканци | 8 (0,9%)    | 2 (0,2%)    |
| Укупно            | 925         | 858         |